# 湯浅かえで
湯浅 かえで（ゆあさ かえで、1月16日 - ）は、日本の女性声優。徳島県出身。マウスプロモーションに所属。

## 略歴
2019年1月までアクロスエンタテインメントに所属していた。フリー期間を経て、同年4月よりマウスプロモーションに所属。
2021年4月1日、俳優の青柳尊哉と結婚を発表。同年秋に長女出産。

## 人物
趣味・特技は、ウッドベース、映像制作、一人宝塚、宝塚鑑賞、アイドル、美少女の写真集集め。
好きな食べ物は、牛タン、梨、ぶどう、たらいうどん。苦手な食べ物は、パクチーやセロリなどの香りの強いもの、ハツ。
アイドルは、AKB48やSKE48などを応援している。元SKE48の秦佐和子は、元々は湯浅の推しメンバーだった。秦のSKE48卒業後に『魔法少女大戦 ZANBATSU』で共演した際に挨拶をし、交流を持つようになった。
声優の立花理香とは、幼少期に近隣に居住していたなど面識があり、お互いを「タッチー」「カンちゃん」と呼び合う仲だった。
子供の頃は、わりと元気で活発な女の子で、母にも「素直で天真爛漫な子だった」と言われていたことがあった。近所の子供たちと遊ぶのが好きで、その中心になってお楽しみ会を企画するということもあった。妹がいることから、意外とお姉ちゃん気質だったのかもしれないという。学校でも自分から学級委員に立候補するようなタイプだった。声優として活動しているのも、小さい頃の影響があるかもしれないと語る。一方、物心ついた頃からアニメが好きで、帰宅をしていたところトトロの台詞を暗唱しながら見ていた。その時にアニメを見て育っていたが、アニメの仕事をするとは微塵も思っていなかったという。
元々演技畑の出身ではなく、音楽好きだったため、音響や音の仕事に就きたく学生時代は、映像系の学校に通っていた。その後は映像制作も好きになった。将来は「どうしよう…」と考えていた時に、「実写映像のCMやPVの編集をする人になろう!」と思い、ポートフォリオを作り、普通に就職活動をしていた。その時、先輩から「アニメ制作にも編集があるよ!」と聞いて「えー！まじかー！アニメの編集ってどんなだろー?!」と思い、アニメ制作会社に応募。その会社の人物に「アニメの編集の前に、撮影って仕事があるんだよ。」と言われて、その部署を見学させてもらった。初めてそこで撮影の仕事を知り、同時に、アニメが沢山の人物が携わっているなどということを知った。声優になる前は、アニメ制作会社の撮影部部門に勤務しており、養成所の期間と事務所に所属して1年目までは声優活動と両立していた。当時、制作時は無音だった映像に声が入った瞬間に一番感動していた。その時に映像に様々な芝居がつくことにより、「映像のイメージがこんなに変わるんだ！」、「私もキャラクターに命を吹き込むその音を作る側になりたいな」と思い、声優を目指したという。『怪獣娘 〜ウルトラ怪獣擬人化計画〜』に出演した際には、声優としての出演のほかにも、作中の変身シーンのエフェクト処理も担当している。

## 出演
太字はメインキャラクター。

### テレビアニメ
2014年
- 俺、ツインテールになります。（あすか、女子生徒）
- Persona4 the Golden ANIMATION（女子中学生、女子生徒A）
- 魔法少女大戦（女子高生A）

2015年
- かみさまみならい ヒミツのここたま（長谷川ケイト、仁科佳美、シャム、桃花、八幡実、マリコ、みき）
- ガンスリンガー ストラトス（まぐま）
- ジュエルペット マジカルチェンジ（女の子、子供、女レポーター）
- DIABOLIK LOVERS MORE,BLOOD（アズサ〈少年期〉）
- FAIRY TAIL（女子）
- ワンパンマン（女の子、子供、少年、レポーター、ヒーロー協会Z支部審査委員）

2016年
- シュヴァルツェスマーケン（オペレーターB、リリー・レーヴィット）
- DAYS（小百合の友人）
- ナースウィッチ小麦ちゃんR（女生徒、女性SP、女性SP2）
- B-PROJECT〜鼓動*アンビシャス〜（看護師、ファン）
- マギ シンドバッドの冒険（子供B）
- 迷家-マヨイガ-（ユウナ、女子A、リオン母、ペンギン）

2017年
- チェインクロニクル 〜ヘクセイタスの閃〜（テレサ）
- 怪獣娘 〜ウルトラ怪獣擬人化計画〜（2017年 - 2018年、女、ザンドリアス、マザーザンドリアス） - 2シリーズ
- 昭和元禄落語心中 -助六再び篇-（園児）
- ACCA13区監察課（アナウンサー）
- ひなろじ〜from Luck & Logic〜（桐谷華恋）
- 賭ケグルイ（女子生徒、A子、幼少期豆生田）
- Re:CREATORS（女子中学生）
- 地獄少女 宵伽（風間理史）
- 徒然チルドレン（吉永倫子）
- プリンセス・プリンシパル（教師）
- キノの旅 -the Beautiful World- the Animated Series（女性従業員、ウェイトレス）

2018年
- カードファイト!! ヴァンガードG Z（子供）
- BEATLESS（たいやき屋hIE、綾部オリザ、子供役hIE、男の子hIE、マロリー 他）
- SSSS.GRIDMAN（問川） - 2023年に劇場総集編公開
- RELEASE THE SPYCE（新垣歩、店員2）

2019年
- サークレット・プリンセス（MRレポーター、キャスター）
- ドメスティックな彼女（リエ）
- RobiHachi（巫女）
- トライナイツ（理久の兄）
- ギヴン（元カノ）
- アイカツオンパレード!（スタッフ）

2020年
- はてな☆イリュージョン（ナナ）
- 異種族レビュアーズ（カンチャル / チャル美）
- 宝石商リチャード氏の謎鑑定（置田あゆみ）
- 継つぐもも（獏楽）
- 恋とプロデューサー〜EVOL×LOVE〜（カップル女）
- 大人にゃ恋の仕方がわからねぇ!（須藤美緒） - オンエア版
- NOBLESSE -ノブレス-（女生徒、生徒）

2021年
- ドラゴン、家を買う。（ビッグスライムB）
- オッドタクシー（ファン）
- 聖女の魔力は万能です（女子）
- 鬼滅の刃 遊郭編（2021年 - 2022年）

2022年
- フットサルボーイズ!!!!!（客）
- Extreme Hearts（本田千尋）
- パズドラ（2022年 - 2024年、芋売りの少女）

2023年
- 転生貴族の異世界冒険録〜自重を知らない神々の使徒〜（子分B、メイドB、試験官B、ハク、生徒B）
- アイドルマスター シンデレラガールズ U149（レポーター）
- 青のオーケストラ（高校生）
- わたしの幸せな結婚（2023年 - 2025年、薄刃新〈幼少期〉） - 2シリーズ
- ポーション頼みで生き延びます!（アリア）

2024年
- クレヨンしんちゃん（パーティー客E）
- スナックバス江（ピンキーユニコーン、女の子）
- 結婚するって、本当ですか

2025年
- メダリスト（黒澤美豹）
- その着せ替え人形は恋をする Season 2（大塚加恋）

### 劇場アニメ
2010年代
- ポッピンQ（2016年、ノッコ）

2020年代
- 劇場版 SHIROBAKO（2020年、奥戸真衣、オーディション声優E）
- Tokyo 7th シスターズ -僕らは青空になる-（2021年、観客）
- 映画 オッドタクシー イン・ザ・ウッズ（2022年）

### OVA
- ワンパンマン（2015年、お姉さん）※コミックス第10巻アニメDVD同梱版

### Webアニメ
2010年代
- ニンジャスレイヤー フロムアニメイシヨン（2015年、マイコ、オイランA）
- 怪獣娘 〜ウルトラ怪獣擬人化計画〜（2016年、ザンドリアス、女、女の子）

2020年代
- マウスどうぶつえん（2021年 - 、ダイオウグソクムシのかえで）

### ゲーム
2014年
- 幻獣姫（ラグエル、モスマン、ルサールカ、クー・シー、エレシュキガル、グラシャ・ラボラス）
- ヴァリアントナイツ（ブレア・メーヴェ）
- ナイツクロニクル（ヤン、ジン）
- 魔法少女大戦 ZANBATSU（マジカルヴァーチュ〈白鷺沙羅〉）
- 流線系エンカウンター 2nd Season（イズモ）

2015年
- アイドルクロニクル（MIU）
- かんぱに☆ガールズ（ギルミア・シア、フレデリカ・フレイ、エステル・ノルダール）
- バンドやろうぜ!（ユキホ）
- ブレイジングオデッセイ（リメリー）
- ファントムオブキル（ムー）
- ウチの姫さまがいちばんカワイイ（キュアーナ）
- 武器よさらば（リナ）
- ディアホライゾン（アルジュナ）
- シノビナイトメア（ナナオ）

2016年
- 黄金爆走デコトラ★プリンセス（むつみ）
- 誰ガ為のアルケミスト（ノア）
- 放課後ガールズトライブ（紫ゆかり）
- 実況パワフルプロ野球（魔近ルウ）

2017年
- クラッシュ・オブ・パンツァー（アルマ・エドヴァルド・ユーティライネン）
- モン娘☆は〜れむ（ザンドリアス）

2018年
- Caligula Overdose -カリギュラ オーバードーズ-
- 三国BASSA!!（霊帝）
- 三極ジャスティス（橋田由芽）

2019年
- JUMP FORCE（アバターボイス）
- ブラウンダスト（サメイ）

2020年
- ART CODE SUMMONER（ジャック＝ルイ・ダヴィッド）
- ヒプノシスマイク-Alternative Rap Battle-
- ドラゴンクエストX いばらの巫女と滅びの神 オンライン（キキ、ジャンビ）
- ビビッドアーミー（シクル）
- モンスターストライク（2020年 - 2024年、アムール・ソワン、グランギニョル）
- ポケモンマスターズEX（2020年 - 2024年、ベル）

2021年
- 鬼滅の刃 ヒノカミ血風譚
- 東方ダンマクカグラ（博麗霊夢）

2022年
- Dreamin'Her -僕は、彼女の夢を見る。-（結束 刹那）

2024年
- 無期迷途（L.L.）
- かんぱに☆ガールズ RE:BLOOM（サーガ・ノルドグレン、ファティス・ナディア）

2025年
- 虹彩都市（クロサンドラ サマーキャンドル）

### ドラマCD
- MAUSU THEATER
- ノベル＆ドラマCDブック『愛を叫べ!怪獣娘!?』〜ウルトラ怪獣擬人化計画〜（2018年、ザンドリアス）
- Cheer球部! 1st応援歌「HIT&CHEER!」（2020年、西園寺鞠亜[48]）
- 吸血鬼の花嫁（2021年、二ノ宮衣蕗）

### オーディオドラマ
- 「廣田詩夢とあきやまかおるのまじょらじ！！」内ラジオドラマ（ドッペルくん 役、マングレイプ 役）
- Extreme Hearts S×S×S（2022年、本田千尋）

### ナレーション
- HAWAIIANSフラガール
- FC町田ゼルビアをつくろう〜ゼルつく〜 #46#47（AbemaTV：2021年2月5日）

### モーションコミック
- お前は俺を殺す気か（橋本雪江）[49]
- 高校デビュー（生徒女、ナンパされている女、他）
- ひるなかの流星（同級生女、生徒女）
- ヤスコとケンジ（生徒女、散歩中のおばさん、小学生男の子）

### ラジオ
- 迷家‐マヨイガ‐「納鳴村 村役場広報課」（音泉：2016年6月16日）※回替わりパーソナリティ
- 湯浅かえでの沼!（HEAR：2020年5月20日 - 8月23日）[50]

### テレビドラマ
- ファイナルファンタジーXIV 光のお父さん（2017年4月、MBS） - ゆっきーの声
- ウルトラマンR/B（2018年7月 - 12月、テレビ東京） - ダーリンの声[51]
- ゆうべはお楽しみでしたね（2019年1月、TBS） - ちゃぶの声、ユユの声[52]
- ウルトラマントリガー NEW GENERATION TIGA（2021年9月、テレビ東京） - ベビーザンドリアスの声

### 実写映画
- 劇場版 ウルトラマンR/B セレクト! 絆のクリスタル（2019年） - ダーリンの声

### テレビ番組
- ジャパコン★ワンダーランド（2015年4月6日 - 、BSフジ）（真木菜零 役）

### インターネットテレビ
- ニンジャスレイヤー フロムネットテレビジヨン（ニコニコ生放送：2015年4月23日 - 10月8日）[53]
- 闘会議高校パワプロ部（ニコニコ生放送：2015年9月9日 - 2016年1月27日）
- 月2学園パワプロ部（ニコニコ生放送：2016年2月22日 - ）

### 舞台
- ライブ
  - 「バンドやろうぜ!」（ユキホ 役）[54]
- 朗読劇
  - 「桜雪〜ある雪女の物語」（お雪 役）
  - 「おとうさんはモーツァルト」（ラファエル 役）

### イベント
- トークイベント「わたしたちは 今 話し合うべきなんだ 〜ジェイソンに追われるより･･･アイドルを追いかけたい！〜」
- GALAT PRESENTS「魔法少女大戦ZANBATSU キックオフミーティング withスパルタンMX」
- 「俺、ツインテールになります。」12月22日クリンテールパーティー（2014年）

### その他
- Youtubeチャンネル アニメバンチョー「ターニングガールズ」（かえる 役）
- ベネッセコーポレーション こどもちゃれんじぽけっと　2013年度10月号（柿の実3姉妹 役）
- ベネッセ中ゼミ「勉強法動画」（アスカ 役）
- よみほぐ11 「勇敢なうさぎ」朗読
- 乙女理論とその周辺 -Ecole de Paris-（カリン・ボニリン・クロンメリン）（2016年）（ゲーム）

## ディスコグラフィ

### キャラクターソング
| 発売日        | 商品名                                                                                          | 歌                                                               | 楽曲                             | 備考                                                |
| ------------- | ----------------------------------------------------------------------------------------------- | ---------------------------------------------------------------- | -------------------------------- | --------------------------------------------------- |
| 2017年8月9日  | TVアニメ『ひなろじ～from Luck & Logic～』エンディング&キャラソンミニアルバム                    | 橘弥生（三森すずこ）、桐谷華凛（小倉唯）、桐谷華恋（湯浅かえで） | 「Grow Together!!!」             | テレビアニメ『ひなろじ〜from Luck & Logic〜』関連曲 |
| 2021年7月21日 | 百華繚乱 参                                                                                     | 波切（小松郁）、蜂須賀虎徹（湯浅かえで）、物吉貞宗（田辺留依）   | 「サマーイントロダクション」     | ゲーム『天華百剣 -斬-』関連曲                       |
| 2022年3月30日 | Cheer球部！トップオブダイヤモンド 2nd Battle CD「薄紅のカノン / アーティスティック☆ドリーマー」 | 咲武ヶ丘高校生徒会                                               | 「青春期オセロ」                 | 『Cheer球部!』関連曲                                |
| 2022年10月5日 | Extreme Hearts キャラクターソングアルバム「BEST 4 U」                                           | May-Bee                                                          | 「Buzz Everyday」 「HELLO HERO」 | テレビアニメ『Extreme Hearts』挿入歌                |
| 2022年10月5日 | Extreme Hearts キャラクターソング ソロバージョン                                                | 本田千尋（湯浅かえで）                                           | 「Buzz Everyday」 「HELLO HERO」 | テレビアニメ『Extreme Hearts』関連曲                |
| 2024年2月14日 | Extreme Hearts ソング&ストーリーアルバム「Start Sign」                                          | May-Bee                                                          | 「Believe in smile!!」           | テレビアニメ『Extreme Hearts』関連曲                |
| 2024年3月6日  | Believe in smile!! ソロバージョン                                                               | 本田千尋（湯浅かえで）                                           | 「Believe in smile!!」           | テレビアニメ『Extreme Hearts』関連曲                |